# Język bungku
Język bungku – język austronezyjski używany w prowincjach Celebes Środkowy i Celebes Południowo-Wschodni w Indonezji. Według danych z 2000 roku posługuje się nim 27 tys. osób.
Historycznie był to język królestwa Bungku, które podlegało Sułtanatowi Ternate. Przed uzyskaniem niepodległości przez Indonezję bungku służył jako środek kontaktów międzyetnicznych. Pod koniec lat 80. XX w. wciąż był intensywnie używany i bywał przyswajany przez osoby z zewnątrz. W roli lingua franca został w dużej mierze wyparty przez język indonezyjski.
Jest dość zróżnicowany wewnętrznie. Według jednej z propozycji dzieli się na sześć dialektów: bungku właściwy, routa, tulambatu, torete (to rete), landawe, waia. Pierwszy z nich to dialekt o charakterze prestiżowym; torete to natomiast odmiana najbardziej rozprzestrzeniona geograficznie. Odnotowano także dialekt epe, który całkowicie wyszedł z użycia. Odmiana niewielkiej wsi Routa jest potencjalnie zagrożona wymarciem; z doniesień wynika, że zaczęła być wypierana przez inne języki (tolaki, bugijski, toradża).
Nie wykształcił piśmiennictwa. Pierwsze szczegółowe informacje nt. języków bungku-tolaki zebrali N. Adriani i Alb. C. Kruyt. W artykule z 1900 r. omówiono m.in. fonologię i morfologię języka bungku. W latach 80. i 90. XX w. powstały prace opisujące aspekty jego gramatyki (w tym morfologię i składnię). W XXI w. opublikowano pewne materiały tekstowe (wraz z danymi leksykalnymi) oraz słowniki poświęcone różnym dialektom (2010, 2014, 2018).